# Lega Basket Serie A de 2022–23
A Temporada 2022–23 da Liga Italiana de Basquetebol foi a 101ª edição da competição de elite entre clubes profissionais de basquetebol masculino na Itália. A liga será disputada por 16 equipes após o ingresso de Tenezis Verona e Givova Scafati oriundos da Serie A2 e o rebaixamento das equipes do Fortitudo Bologna e Vanoli Cremona.
A disputa da temporada regular é prevista entre 2 de outubro de 2022 e 7 de maio de 2023 e como prévia as equipes competirão na Supercopa (oficialmente: LBA Supercoppa Discovery+).
A equipe da EA7 Emporio Armani defende seu título e busca seu 30º título.

## Clubes Participantes
| Clube                           | Localização     | Arena            | Capacidade |
| ------------------------------- | --------------- | ---------------- | ---------- |
| Banco di Sardegna Sassari       | Sássari         | PalaSerradimigni | 5.000      |
| Bertram Yachts Derthona Tortona | Tortona         | PalaOltrepò      | 1.500      |
| Carpegna Prosciutto Pesaro      | Pésaro          | Arena Adriática  | 10 323     |
| Dolomiti Energia Trento         | Trento          | PalaTrento       | 4.360      |
| EA7 Emporio Armani Milano       | Milão           | Mediolanum Forum | 12.700     |
| Germani Brescia                 | Bréscia         | PalaGeorge       | 5.500      |
| GeVi Napoli                     | Nápoles         | PalaBarbuto      | 5.500      |
| Givova Scafati                  | Scafati         | Palamangano      | 3 700      |
| Happy Casa Brindisi             | Brindisi        | PalaPentassuglia | 3.534      |
| Nutribullet Treviso Basket      | Treviso         | PalaVerde        | 5 344      |
| Openjobmetis Varese             | Varese          | PalA2A           | 5.100      |
| Pallacanestro Trieste           | Trieste         | PalaTrieste      | 6.943      |
| Tezenis Verona                  | Verona          | AGSM Forum       | 6 000      |
| Umana Reyer Venezia             | Veneza          | Taliercio        | 3.506      |
| UNAHOTELS Reggio Emilia         | Régio da Emília | PalaBigi         | 4.600      |
| Virtus Segafredo Bologna        | Bolonha         | Unipol Arena     | 9.513      |

## Temporada Regular
| Casa\Visitante                  | BAN   | BER    | CAR    | DOL   | EA7   | GER   | GEV    | GIV   | HAP    | NUT    | OPE    | PAL    | TEZ    | UMA     | UNA   | VIR     |
| ------------------------------- | ----- | ------ | ------ | ----- | ----- | ----- | ------ | ----- | ------ | ------ | ------ | ------ | ------ | ------- | ----- | ------- |
| Banco di Sardegna Sassari       |       | 84-72  | 110-74 | 81-76 | 63-92 | 92-94 | 86-69  | 86-76 | 111-93 | 81-68  | 102-73 | 103-80 | 101-79 | 90-81   | 89-77 | 69-74   |
| Bertram Yachts Derthona Tortona | 79-82 |        | 81-73  | 76-70 | 75-77 | 77-90 | 74-73  | 79-74 | 81-77  | 90-95  | 103-91 | 80-69  | 73-69  | 77-61   | 74-68 | 89-81   |
| Carpegna Prosciutto Pesaro      | 81-75 | 82-78  |        | 70-84 | 71-85 | 88-79 | 97-99  | 79-86 | 70-100 | 101-72 | 101-93 | 94-83  | 76-73  | 90-89   | 85-74 | 82-87   |
| Dolomiti Energia Trento         | 77-95 | 73-75  | 79-75  |       | 77-75 | 83-76 | 79-87  | 75-68 | 68-78  | 66-57  | 90-80  | 85-68  | 69-70  | 86-84   | 68-84 | 64-71   |
| EA7 Emporio Armani Milano       | 79-67 | 79-63  | 102-70 | 78-65 |       | 78-77 | 88-76  | 89-80 | 83-82  | 92-78  | 96-84  | 98-81  | 78-54  | 73-76   | 81-63 | 69-75   |
| Germani Brescia                 | 80-93 | 83-68  | 97-98  | 73-78 | 83-74 |       | 95-72  | 82-81 | 75-69  | 80-81  | 88-83  | 95-59  | 88-79  | 74-79   | 84-77 | 77-89   |
| GeVi Napoli                     | 93-83 | 82-69  | 98-87  | 69-58 | 87-81 | 69-72 |        | 71-69 | 80-96  | 84-82  | 93-101 | 92-95  | 74-80  | 91-93   | 73-67 | 77-89   |
| Givova Scafati                  | 80-90 | 72-91  | 69-81  | 74-79 | 66-75 | 92-88 | 96-61  |       | 85-84  | 89-72  | 93-101 | 93-85  | 92-87  | 89-85   | 61-59 | 81-83   |
| Happy Casa Brindisi             | 92-58 | 86-84  | 74-102 | 73-86 | 79-98 | 82-81 | 77-70  | 71-75 |        | 107-84 | 90-104 | 92-70  | 102-68 | 75-63   | 81-74 | 78-77   |
| Nutribullet Treviso Basket      | 79-71 | 79-87  | 96-82  | 85-76 | 80-93 | 99-92 | 85-82  | 89-88 | 75-68  |        | 95-97  | 69-88  | 77-79  | 100-93  | 58-78 | 89-88   |
| Openjobmetis Varese             | 87-81 | 88-89  | 110-99 | 91-94 | 75-87 | 80-72 | 106-79 | 95-81 | 93-86  | 87-85  |        | 104-99 | 98-94  | 93-89   | 81-85 | 100-108 |
| Pallacanestro Trieste           | 75-69 | 60-88  | 74-100 | 74-68 | 59-65 | 90-91 | 85-68  | 64-59 | 85-77  | 97-86  | 80-83  |        | 85-77  | 78-95   | 75-80 | 80-78   |
| Tezenis Verona                  | 87-74 | 80-102 | 90-94  | 86-92 | 61-83 | 81-77 | 82-88  | 78-86 | 100-97 | 81-97  | 91-98  | 88-81  |        | 92-95   | 78-76 | 60-85   |
| Umana Reyer Venezia             | 86-76 | 89-80  | 93-77  | 72-73 | 77-69 | 82-79 | 82-71  | 80-69 | 75-76  | 107-73 | 92-81  | 72-81  | 80-57  |         | 78-69 | 68-83   |
| UNAHOTELS Reggio Emilia         | 74-99 | 59-63  | 95-76  | 94-70 | 73-68 | 69-74 | 80-62  | 78-70 | 92-78  | 88-77  | 81-87  | 79-84  | 65-70  | 101-115 |       | 63-74   |
| Virtus Segafredo Bologna        | 86-69 | 91-90  | 88-76  | 96-80 | 74-96 | 84-78 | 81-89  | 77-84 | 98-68  | 97-71  | 98-82  | 85-80  | 87-82  | 79-78   | 79-65 |         |

## Classificação
| Pos. | Clube                           | P  | J  | V  | D  | P+    | P-    | SP   | Classificação           |
| ---- | ------------------------------- | -- | -- | -- | -- | ----- | ----- | ---- | ----------------------- |
| 1    | EA7 Emporio Armani Milano       | 46 | 30 | 23 | 7  | 2.481 | 2.191 | 290  | Playoffs                |
| 2    | Virtus Segafredo Bologna        | 46 | 30 | 23 | 7  | 2.542 | 2.334 | 208  | Playoffs                |
| 3    | Bertram Yachts Derthona Tortona | 36 | 30 | 18 | 12 | 2.407 | 2.337 | 70   | Playoffs                |
| 4    | Umana Reyer Venezia             | 34 | 30 | 17 | 13 | 2.510 | 2.402 | 108  | Playoffs                |
| 5    | Banco di Sardegna Sassari       | 34 | 30 | 17 | 13 | 2.530 | 2.413 | 117  | Playoffs                |
| 6    | Dolomiti Energia Trento         | 30 | 30 | 15 | 15 | 2.288 | 2.335 | -47  | Playoffs                |
| 7    | Happy Casa Brindisi             | 30 | 30 | 15 | 15 | 2.494 | 2.446 | 48   | Playoffs                |
| 8    | Carpegna Prosciutto Pesaro      | 28 | 30 | 14 | 16 | 2.531 | 2.613 | -82  | Playoffs                |
| 9    | Germani Brescia                 | 28 | 30 | 14 | 16 | 2.474 | 2.426 | 48   |                         |
| 10   | Givova Scafati                  | 24 | 30 | 12 | 18 | 2.378 | 2.414 | -36  |                         |
| 11   | Nutribullet Treviso Basket      | 24 | 30 | 12 | 18 | 2433  | 2.609 | -176 |                         |
| 12   | GeVi Napoli                     | 24 | 30 | 12 | 18 | 2379  | 2.515 | -136 |                         |
| 13   | Openjobmetis Varese             | 23 | 30 | 17 | 13 | 2726  | 2.722 | 4    |                         |
| 14   | UNAHOTELS Reggio Emilia         | 22 | 30 | 11 | 19 | 2287  | 2.312 | -25  |                         |
| 15   | Pallacanestro Trieste           | 22 | 30 | 11 | 19 | 2345  | 2.519 | -174 | Rebaixado para Serie A2 |
| 16   | Tezenis Verona                  | 18 | 30 | 9  | 21 | 2353  | 2.570 | -217 | Rebaixado para Serie A2 |

## Equipes rebaixadas
- Pallacanestro Trieste[7]
- Tezenis Verona[8]

## Playoffs

### Quartas de final
| Time 1                          | Série | Time 2                     | 1º Jogo  | 2º Jogo  | 3º Jogo  | 4º Jogo | 5º Jogo |
| ------------------------------- | ----- | -------------------------- | -------- | -------- | -------- | ------- | ------- |
| EA7 Emporio Armani Milano       | 3 - 1 | Carpegna Prosciutto Pesaro | 94 - 68  | 86 - 57  | 83 - 88  | 94 - 80 | -       |
| Umana Reyer Venezia             | 1 - 3 | Banco di Sardegna Sassari  | 82 - 79  | 55 - 81  | 69 - 80  | 83 - 87 | -       |
| Virtus Segafredo Bologna        | 3 - 0 | Happy Casa Brindisi        | 104 - 68 | 109 - 95 | 100 - 95 | -       | -       |
| Bertram Yachts Derthona Tortona | 3 - 1 | Dolomiti Energia Trento    | 79 - 78  | 84 - 81  | 76 - 79  | 82 - 81 | -       |

### Semifinal
| Time 1                    | Série | Time 2                          | 1º Jogo | 2º Jogo  | 3º Jogo | 4º Jogo | 5º Jogo |
| ------------------------- | ----- | ------------------------------- | ------- | -------- | ------- | ------- | ------- |
| EA7 Emporio Armani Milano | 3 - 0 | Banco di Sardegna Sassari       | 95 - 72 | 80 - 75  | 93 - 61 | -       | -       |
| Virtus Segafredo Bologna  | 3 - 0 | Bertram Yachts Derthona Tortona | 84 - 61 | 108 - 78 | 89 - 82 | -       | -       |

### Final
| Time 1                    | Série | Time 2                   | 1º Jogo | 2º Jogo | 3º Jogo | 4º Jogo | 5º Jogo | 6º Jogo | 7º Jogo |
| ------------------------- | ----- | ------------------------ | ------- | ------- | ------- | ------- | ------- | ------- | ------- |
| EA7 Emporio Armani Milano | 4 - 3 | Virtus Segafredo Bologna | 92 - 82 | 79 - 76 | 61 - 69 | 89 - 93 | 79 - 72 | 66 - 85 | 67 - 55 |

## Premiação
| Serie A 2022-23                               |
| Lombardia                                     |
| --------------------------------------------- |
| CampeãoEA7 Emporio Armani Milano (30° título) |

## Frecciarossa Final Eight - Torino 2023
A edição de número 55 da Copa da Itália de Basquetebol na temporada 2022-23 ocorreu entre os dias 15 e 19 de fevereiro de 2023 na Pala Alpitour na cidade de Turim.
|  | Quartas de finais            | Quartas de finais         | Quartas de finais         |                          |                           | Semifinais               | Semifinais | Semifinais |  |  | Final     | Final           | Final |
|  |                              |                           |                           |                          |                           |                          |            |            |  |  |           |                 |       |
|  |                              |                           |                           |                          |                           |                          |            |            |  |  |           |                 |       |
|  | Lombardia                    | EA7 Emporio Armani Milano | 72                        |                          |                           |                          |            |            |  |  |           |                 |       |
|  | Lombardia                    | Germani Brescia           | 75                        |                          |                           |                          |            |            |  |  |           |                 |       |
|  | Lombardia                    | Germani Brescia           | 75                        |                          | Lombardia                 | Germani Brescia          | 74         |            |  |  |           |                 |       |
|  |                              |                           |                           |                          | Lombardia                 | Germani Brescia          | 74         |            |  |  |           |                 |       |
|  |                              | Marcas                    | Carpegna Prociutto Pesaro | 57                       |                           |                          |            |            |  |  |           |                 |       |
|  | Marcas                       | Marcas                    | Carpegna Prociutto Pesaro | 57                       | Carpegna Prociutto Pesaro | 84                       |            |            |  |  |           |                 |       |
|  | Marcas                       |                           |                           |                          | Carpegna Prociutto Pesaro | 84                       |            |            |  |  |           |                 |       |
|  | Lombardia                    | OpenjobMetis Varese       | 80                        |                          |                           |                          |            |            |  |  |           |                 |       |
|  |                              |                           |                           |                          |                           |                          |            |            |  |  | Lombardia | Germani Brescia | 84    |
|  |                              |                           | Emília-Romanha            | Virtus Segafredo Bologna | 76                        |                          |            |            |  |  |           |                 |       |
|  | Emília-Romanha               | Virtus Segafredo Bologna  | 82                        |                          |                           |                          |            |            |  |  |           |                 |       |
|  | Vêneto                       | Umana Reyer Venezia       | 68                        |                          |                           |                          |            |            |  |  |           |                 |       |
|  | Vêneto                       | Umana Reyer Venezia       | 68                        |                          | Emília-Romanha            | Virtus Segafredo Bologna | 90         |            |  |  |           |                 |       |
|  |                              |                           |                           |                          | Emília-Romanha            | Virtus Segafredo Bologna | 90         |            |  |  |           |                 |       |
|  |                              | Piemonte                  | Bertram Yachts Derthona   | 65                       |                           |                          |            |            |  |  |           |                 |       |
|  | Piemonte                     | Piemonte                  | Bertram Yachts Derthona   | 65                       | Bertram Yachts Derthona   | 74                       |            |            |  |  |           |                 |       |
|  | Piemonte                     |                           |                           |                          | Bertram Yachts Derthona   | 74                       |            |            |  |  |           |                 |       |
|  | Trentino-Alto Adige/Südtirol | Dolomiti Energia Trento   | 70                        |                          |                           |                          |            |            |  |  |           |                 |       |

### Premiação
| Frecciarossa Final Eight 2023 (Turim) |
| Lombardia                             |
| ------------------------------------- |
| Campeão Germani Brescia(1° título)    |

## Clubes italianos em competições internacionais
| Clube                               | Competição        | Resultado                                                                              |
| ----------------------------------- | ----------------- | -------------------------------------------------------------------------------------- |
| EA7 Emporio Armani Exchange Olimpia | EuroLiga          | Eliminado - na temporada regular como 12º colocado com 15 vitórias e 19 derrotas       |
| Virtus Segafredo Bologna            | EuroLiga          | Eliminado - na temporada regular como 14º colocado com 14 vitórias e 20 derrotas       |
| Dolomiti Energia Trento             | EuroCopa          | Eliminado - como 9ª colocado no Gr.B com 4 vitórias e 14 derrotas                      |
| Umana Reyer Venezia                 | EuroCopa          | Eliminado - nas Oitavas de finais para Hapoel Tel Aviv por 80-90                       |
| Germani Brescia                     | EuroCopa          | Eliminado - nas Oitavas de finais para Türk Telekom por 69-77                          |
| Banco di Sardegna Sassari           | Liga dos Campeões | Eliminado - na temporada regular como 4º colocado no Gr. G com 2 vitórias e 4 derrotas |
| UNAHOTELS Reggio Emilia             | Liga dos Campeões | Eliminado - na temporada regular como 4º colocado no Gr. B com 2 vitórias e 4 derrotas |
| Happy Casa Brindisi                 | Copa Europeia     | Eliminado - como 3ª colocado no Gr.F com 3 vitórias e 3 derrotas                       |